# Castillo de Itter
El Castillo de Itter (en alemán: Schloss Itter) es un castillo del siglo XIX en Itter, un pueblo en Tirol, Austria. En 1943, durante la Segunda Guerra Mundial, se convirtió en una prisión nazi para franceses vip. El castillo fue el sitio de una instancia extraordinaria de la Ejército de los Estados Unidos, alemán Wehrmacht la  Resistencia, y los propios prisioneros luchando codo a codo contra las Waffen-SS en el Batalla por el Castillo Itter a principios de mayo de 1945 antes del final de la guerra en Europa.

## Ubicación
El Castillo de colina está ubicado encima de una loma de 666 m montículo a la entrada del valle de Brixental, aproximadamente 5 km al sur de Wörgl y 20 kilómetros (12,4 mi) al oeste de Kitzbühel.

## Historia

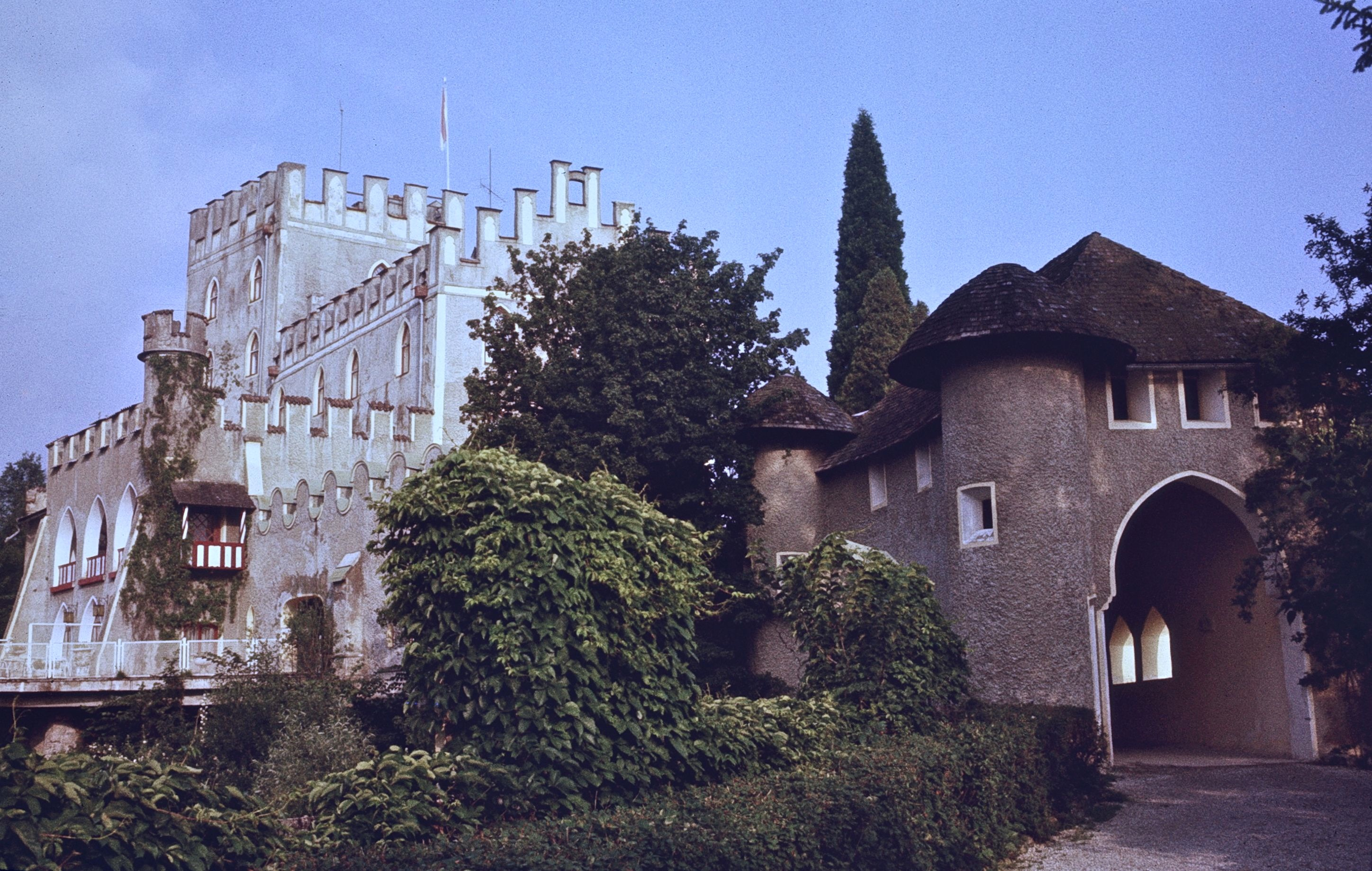
Entrada en julio de 1979.

La fortaleza en el sitio se mencionó por primera vez en una escritura de 1241; Las construcciones anteriores pueden haber existido desde el siglo X. El Brixental originalmente era una posesión del (Príncipe-Obispo de Ratisbona); el castillo era una sede administrativa de los Condes de Ortenburg en su calidad de alguaciles de  Vogt , y también servía para proteger las propiedades de Regensburg de las incursiones emprendidas por los vecinos  Arzobispos de Salzburgo. Sin embargo, el Brixental fue adquirido por Salzburgo en 1312, y en 1380 los obispos de Ratisbona finalmente vendieron Itter al Arzobispo Peregrino II de Salzburgo (Pilgrim von Puchheim).
Dentro de la jurisdicción Burgfrieden de Itter, las disputas y la violación de la paz pública fueron prohibidas, sin embargo, el castillo fue devastado durante la Guerra de los Campesinos Alemanes en 1526. En el siglo XVII, la sede de la administración local se trasladó a  Hopfgarten, después de lo cual las instalaciones se deterioraron. El Brixental perteneció a Salzburgo hasta que cayó al recién establecido Reino de Baviera en 1805; el gobierno bávaro dejó las ruinas del castillo a los ciudadanos de Itter, que lo utilizaron como cantera. Tras el Acta Final del Congreso de Viena (Congreso de Viena), el valle se convirtió en parte del Imperio austríaco, tierra de la corona del Condado de Tirol en 1816.
El edificio actual se levantó sobre los cimientos del anterior a partir de 1878. El castillo de Itter fue comprado como residencia en 1884 por Sophie Menter, pianista, compositora y estudiante de Franz Liszt. El mismo Liszt y el joven Arthur Rubinstein se quedaron en el castillo; Pyotr Ilyich Tchaikovsky orquestó una de sus composiciones durante una visita en 1892. Menter vendió el castillo de Itter en 1902; fue nuevamente remodelado extensamente en su presente Renacimiento Tudor[cita requerida] estilo de propietarios posteriores.

### Segunda Guerra Mundial

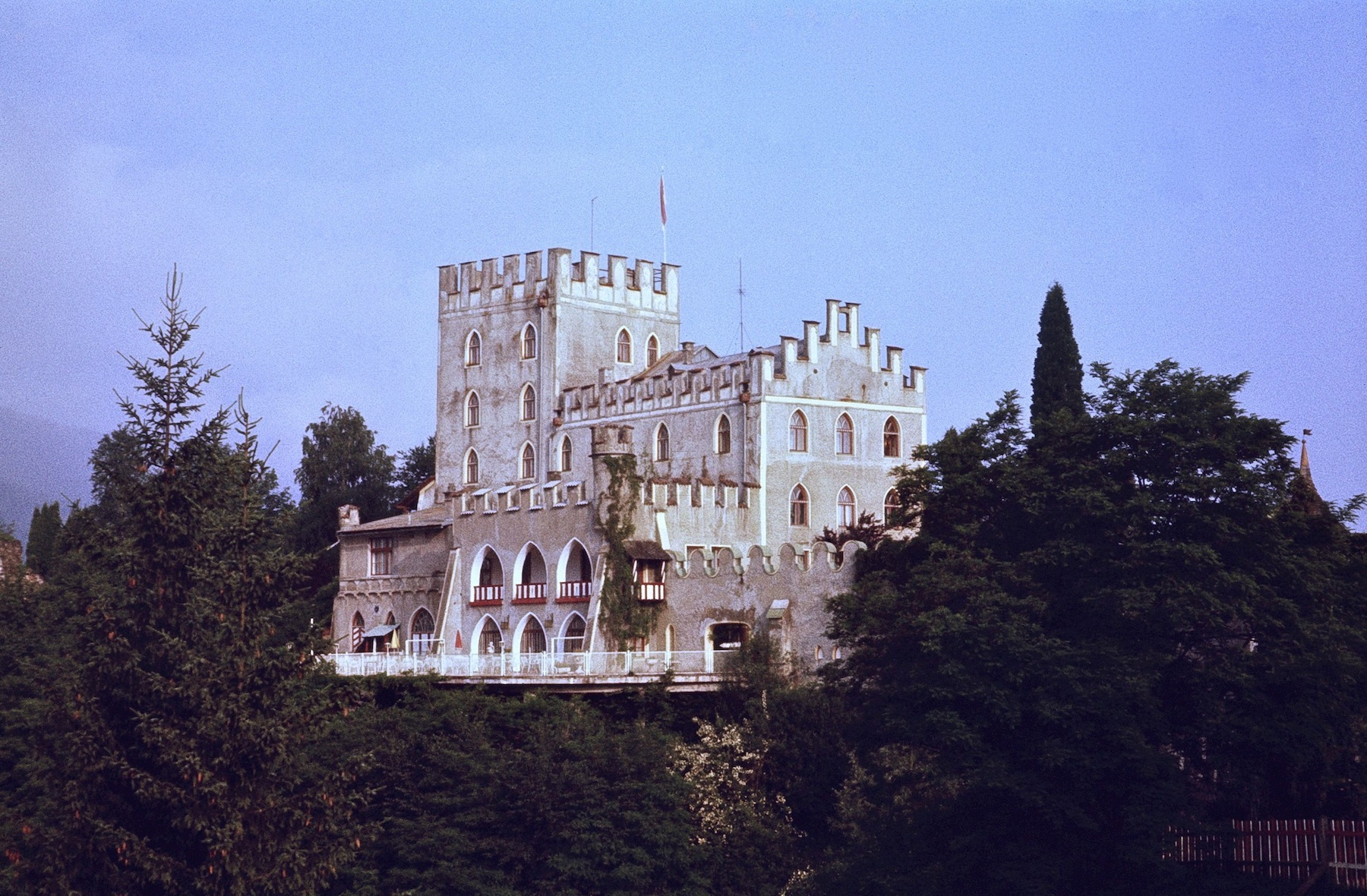
Castillo de Itter visto desde el sureste, 1979

Después de la anexión de Austria de 1938 Anschluss de Austria por Alemania nazi, el gobierno del Reich alemán arrendó oficialmente el castillo a fines de 1940 a su propietario Franz Grüner. El castillo de Itter fue confiscado a Grüner por el teniente general de las SS Oswald Pohl bajo las órdenes de Heinrich Himmler el 7 de febrero de 1943, y transformado en una prisión el 25 de abril de 1943. Establecido para encarcelar a prisioneros franceses prominentes valiosos a la Alemania nazi, la instalación fue colocada como subcampo bajo la administración del campo de concentración de Dachau.
Prisioneros notables incluyeron: ex Primeros Ministros Édouard Daladier y Paul Reynaud; Generales Maurice Gamelin y ex comandante en jefe Maxime Weygand, que había sido prominente durante la Guerra de broma; ex campeón de tenis Jean Borotra, más tarde Comisionado General de Deportes en el  régimen de Vichy; líder de derecha François de La Rocque, líder del movimiento de derecha  Croix de Feu; líder sindical Léon Jouhaux; André François-Poncet, político y diplomático; y Michel Clemenceau, político e hijo de Georges Clemenceau. El expresidente de la república Albert Lebrun estuvo detenido en Itter durante tres meses en 1943, antes de ser enviado de regreso a Francia por razones de salud; Marie-Agnès de Gaulle  Miembro de la resistencia y hermana del general Charles de Gaulle, fue internada en el castillo al final de la guerra, en abril de 1945. 
Además de los prisioneros vip franceses, el castillo albergaba a varios prisioneros de Europa del Este separados de Dachau, que se utilizaban para el mantenimiento y otros trabajos domésticos.

### Batalla por Castillo Itter
En la tarde del 4 de mayo de 1945, el comandante de la prisión huyó. Poco después de que los guardias SS-Totenkopfverbände los siguieran, los prisioneros se armaron y esperaron un ataque anticipado de las tropas de las Waffen SS que aún se resistían agresivamente a la rendición. Dos  Tanques Sherman del 23 ° Batallón de Tanques de la 12 ° División Blindada de los Estados Unidos bajo el mando del Capitán John C. 'Jack' Lee Jr., y elementos antinazis de la Wehrmacht bajo el mando del Mayor  Josef 'Sepp' Gangl llegó. Juntos, los tres grupos repelieron las sondas de los elementos de reconocimiento de las SS durante toda la noche. La batalla continuó hasta la mañana del 5 de mayo, con una fuerza fuerte de 100-150 SS presionando el ataque hasta que los refuerzos del 142.º Regimiento de Infantería estadounidense llegaron alrededor de las 4 p. m. de ese día.

## Castillo de Itter actualmente
Después de la guerra, el castillo cayó en mal estado hasta 1950, cuando Willi Woldrich lo adquirió y lo convirtió en un hotel de lujo. Sin embargo, el hotel enfrentó problemas financieros y fue adquirido por un holding antes de ser vendido a un propietario privado en 1985. Desde entonces, ha permanecido en propiedad privada y no está abierto al público. Es propiedad del abogado Dr. Ernst Bosin de la ciudad de Kufstein, Austria.

## Otras Lecturas
- Stephen Harding (2013). The Last Battle: When U. S. and German Soldiers Joined Forces in the Waning Hours of World War II in Europe. Da Capo Press, Incorporated. ISBN 978-0-306-82209-4.